# Liga Colombiana de Baloncesto 2013-II
La Liga Colombiana de Baloncesto 2013-II (oficialmente y por motivos de patrocinio Liga Directv de Baloncesto) fue s el torneo clausura de la temporada 2013 del Baloncesto Profesional Colombiano, máxima categoría del baloncesto en Colombia. Fue organizado por la División Profesional de Baloncesto (DPB), entidad dependiente de la Federación Colombiana de Baloncesto.
El campeón de esta edición, Guerreros de Bogotá, obtuvo cupo para la Liga Sudamericana de Clubes 2014

## Sistema de juego
El torneo es disputado por diez equipos en dos fases de todos contra todos (la primera con todos los equipos, la segunda con 6), seguido por las fases semifinal y final.
Las dos primeras fases de jugarán a doble vuelta, es decir cada equipo será visitante y local dos veces seguidas contra un mismo rival, mientras que la fase semifinal enfrentará al primero contra el cuarto y el tercero contra el segundo, los ganadores de 3 de 5 partidos accederán a la final, que definirá al campeón con el primer quinteto que logre tres triunfos de cinco.
Como principales novedades está la expansión de ocho a diez equipos con la incorporación a la Liga de los clubes Cimarrones del Chocó y Guerreros de Bogotá, este último, subcampeón de la Copa Invitacional FCB 2012.

## Datos de clubes
| Equipo                 | Ciudad      | Departamento       | Pabellón                        | Aforo |
| ---------------------- | ----------- | ------------------ | ------------------------------- | ----- |
| Academia de la Montaña | Medellín    | Antioquia          | Coliseo Universidad de Medellín | 6.000 |
| Águilas                | Tunja       | Boyacá             | Coliseo Cubierto San Antonio    | 6.000 |
| Bambuqueros            | Neiva       | Huila              | Coliseo Álvaro Sánchez Silva    | 6.000 |
| Búcaros                | Bucaramanga | Santander          | Coliseo Vicente Díaz Romero     | 6.000 |
| Caribbean Heat         | Cartagena   | Bolívar            | Coliseo Bernardo Caraballo      | 5.000 |
| Cimarrones             | Quibdó      | Chocó              | Coliseo La Caldera              | 3.000 |
| Guerreros              | Bogotá      | Bogotá, D. C.      | Coliseo El Salitre              | 7.000 |
| Halcones               | Cúcuta      | Norte de Santander | Coliseo Toto Hernández          | 6.000 |
| Piratas                | Bogotá      | Bogotá, D. C.      | Coliseo El Salitre              | 7.000 |
| Once Caldas            | Manizales   | Caldas             | Coliseo Jorge Arango Uribe      | 5.000 |

## Primera fase
En la primera fase enfrentándose todos los equipos se definirán las posiciones.
|  | Clasificados a Segunda fase. |
|  | Eliminados.                  |

### Posiciones
| Pos | Equipos                | Pts | PJ | G  | P  | FAV  | CON  | Dif  |
| --- | ---------------------- | --- | -- | -- | -- | ---- | ---- | ---- |
| 1.  | Guerreros              | 65  | 36 | 29 | 7  | 3216 | 2750 | 466  |
| 2.  | Cimarrones             | 62  | 36 | 26 | 10 | 3001 | 2912 | 89   |
| 3.  | Academia de la Montaña | 57  | 36 | 21 | 15 | 2984 | 2925 | 79   |
| 4.  | Bambuqueros            | 57  | 36 | 23 | 13 | 3341 | 3105 | 236  |
| 5.  | Piratas                | 54  | 36 | 18 | 18 | 3018 | 3042 | -24  |
| 6.  | Bucaros                | 54  | 36 | 18 | 18 | 3192 | 3395 | -203 |
| 7.  | Once Caldas            | 52  | 36 | 16 | 20 | 2999 | 3015 | -16  |
| 8.  | Águilas                | 50  | 36 | 14 | 22 | 2953 | 3080 | -127 |
| 9.  | Caribbean Heat         | 50  | 36 | 14 | 22 | 3047 | 3331 | -284 |
| 10. | Halcones               | 26  | 36 | 1  | 35 | 2901 | 3097 | -196 |

### Resultados
A continuación los 36 round que disputarán los equipos en la primera fase.
| Guerreros   | 77 : 66 | Halcones Norte   | El Salitre              | 16 de agosto | 20:00 |
| Once Caldas | 83 : 84 | Piratas Bogotá   | Jorge Arango            | 16 de agosto | 20:00 |
| Academia    | 78 : 82 | Caribbean Heat   | Universidad de Medellín | 16 de agosto | 20:00 |
| Bucaros     | 92 : 77 | Águilas Tunja    | Vicente Díaz Romero     | 16 de agosto | 20:00 |
| Bambuqueros | 88 : 77 | Cimarrones Chocó | Álvaro Sánchez Silve    | 8 de octubre | 20:00 |

| Guerreros   | 84 : 68 | Halcones Norte   | El Salitre              | 17 de agosto | 20:00 |
| Once Caldas | 87 : 82 | Piratas Bogotá   | Jorge Arango            | 17 de agosto | 20:00 |
| Academia    | 79 : 70 | Caribbean Heat   | Universidad de Medellín | 17 de agosto | 20:00 |
| Bucaros     | 93 : 90 | Águilas Tunja    | Vicente Díaz Romero     | 17 de agosto | 20:00 |
| Bambuqueros | 79 : 83 | Cimarrones Chocó | Álvaro Sánchez Silva    | 9 de octubre | 20:00 |

| Águilas Tunja  | 87 : 82  | Once Caldas    | Departamental de Tunja  | 19 de agosto     | 20:00 |
| Guerreros      | 104 : 56 | Bucaros        | El Salitre              | 19 de agosto     | 20:00 |
| Halcones       | 75 : 79  | Caribbean Heat | Toto Hernández          | 19 de agosto     | 20:00 |
| Academia       | 86: 94   | Bambuqeros     | Universidad de Medellín | 19 de agosto     | 20:00 |
| Piratas Bogotá | 80 : 70  | Cimarrones     | El Salitre              | 10 de septiembre | 20:00 |

| Águilas Tunja  | 77 : 68 | Once Caldas    | Departamental de Tunja  | 20 de agosto     | 20:00 |
| Guerreros      | 91 : 53 | Bucaros        | El Salitre              | 20 de agosto     | 20:00 |
| Halcones       | 91 : 84 | Caribbean Heat | Toto Hernández          | 20 de agosto     | 20:00 |
| Academia       | 82 : 92 | Bambuqeros     | Universidad de Medellín | 20 de agosto     | 20:00 |
| Piratas Bogotá | 96 : 75 | Cimarrones     | El Salitre              | 11 de septiembre | 20:00 |

| Bucaros        | 53 : 80 | Academia      | Vicente Díaz Romero     | 23 de agosto     | 20:00 |
| Caribbean Heat | 79 : 77 | Guerreros     | Bernardo Caraballo      | 25 de agosto     | 18:00 |
| Cimarrones     | 71 : 57 | Halcones      | Departamental del Chocó | 23 de septiembre | 20:00 |
| Piratas Bogotá | 94 : 92 | Águilas Tunja | El Salitre              | 7 de octubre     | 20:00 |
| Once Caldas    | 95 : 88 | Bambuqueros   | Jorge Arango            | 21 de octubre    | 20:00 |

| Bucaros        | 87 : 82 | Academia      | Vicente Díaz Romero     | 24 de agosto     | 20:00 |
| Caribbean Heat | 81 : 90 | Guerreros     | Bernardo Caraballo      | 26 de agosto     | 20:00 |
| Cimarrones     | 85 : 79 | Halcones      | Departamental del Chocó | 24 de septiembre | 20:00 |
| Piratas Bogotá | 73 : 62 | Águilas Tunja | El Salitre              | 8 de octubre     | 20:00 |
| Once Caldas    | 78 : 88 | Bambuqueros   | Jorge Arango            | 21 de octubre    | 20:00 |

| Bucaros        | 110 : 103 | Piratas Bogotá | Vicente Díaz Romero    | 27 de agosto     | 20:00 |
| Guerreros      | 78 : 68   | Águilas Tunja  | El Salitre             | 30 de agosto     | 20:00 |
| Halcones       | 76 : 87   | Bambuqueros    | Toto Hernández         | 30 de agosto     | 20:00 |
| Cimarrones     | 79 : 70   | Once Caldas    | Departamental de Chocó | 30 de agosto     | 20:30 |
| Caribbean Heat | 70 : 72   | Águilas Tunja  | Bernardo Caraballo     | 10 de septiembre | 20:00 |

| Bucaros        | 85 : 77 | Piratas Bogotá | Vicente Díaz Romero    | 28 de agosto     | 20:00 |
| Guerreros      | 94 : 84 | Águilas Tunja  | El Salitre             | 31 de agosto     | 20:00 |
| Halcones       | 92 : 97 | Bambuqueros    | Toto Hernández         | 31 de agosto     | 20:00 |
| Cimarrones     | 80 : 75 | Once Caldas    | Departamental de Chocó | 31 de agosto     | 20:00 |
| Caribbean Heat | 75 : 66 | Águilas Tunja  | Bernardo Caraballo     | 11 de septiembre | 20:00 |

| Bambuqueros    | 103 : 74 | Piratas Bogotá | Álvaro Sánchez Silva    | 2 de septiembre | 20:00 |
| Caribbean Heat | 89 : 81  | Bucaros        | Barnardo Caraballo      | 2 de septiembre | 20:00 |
| Cimarrones     | 76 : 66  | Academia       | Departamental del Chocó | 2 de septiembre | 20:00 |
| Guerreros      | 94 : 81  | Águilas Tunja  | El Salitre              | 2 de septiembre | 20:00 |
| Halcones       | 88 : 80  | Once Caldas    | Toto Hernández          | 2 de septiembre | 20:00 |

| Bambuqueros    | 79 : 75  | Piratas Bogotá | Álvaro Sánchez Silva    | 3 de septiembre | 20:00 |
| Caribbean Heat | 36 : 34  | Bucaros        | Barnardo Caraballo      | 3 de septiembre | 20:00 |
| Cimarrones     | 67 : 62  | Academia       | Departamental del Chocó | 3 de septiembre | 20:00 |
| Guerreros      | 105 : 91 | Águilas Tunja  | El Salitre              | 3 de septiembre | 20:00 |
| Halcones       | 79 : 75  | Once Caldas    | Toto Hernández          | 3 de septiembre | 20:00 |

| Once Caldas    | 87 : 70  | Bucaros        | Jorge Arango            | 7 de septiembre | 18:00 |
| Bambuqueros    | 94 : 104 | Caribbean Heat | Álvaro Sánchez Silva    | 7 de septiembre | 20:00 |
| Cimarrones     | 77 : 74  | Guerreros      | Departamental del Chocó | 7 de septiembre | 20:00 |
| Piratas Bogotá | 87 : 77  | Halcones       | El Salitre              | 7 de septiembre | 20:00 |
| Academia       | 79 : 94  | Águilas Tunja  | Universidad de Medellín | 7 de septiembre | 20:00 |

| Academia       | 67 : 70  | Águilas Tunja  | Universidad de Medellín | 8 de septiembre | 16:00 |
| Piratas Bogotá | 95 : 86  | Halcones       | El Salitre              | 8 de septiembre | 17:00 |
| Once Caldas    | 99 : 70  | Bucaros        | Jorge Arango            | 8 de septiembre | 18:00 |
| Bambuqueros    | 118 : 75 | Caribbean Heat | Álvaro Sánchez Silva    | 8 de septiembre | 20:00 |
| Cimarrones     | 67 : 66  | Guerreros      | Departamental del Chocó | 8 de septiembre | 20:00 |

| Once Caldas     | 74 : 83   | Guerreros      | Jorge Arango             | 10 de septiembre | 20:00 |
| Bambuqueros     | 105 : 101 | Bucaros        | Álvaro Sánchez Silva     | 13 de septiembre | 20:00 |
| Cimarrones      | 78 : 61   | Águilas Tunja  | Departamenatal del Chocó | 13 de septiembre | 20:00 |
| Pirastas Bogotá | 94 : 101  | Caribbean Heat | El Salitre               | 13 de septiembre | 20:00 |
| Halcones        | 74 : 85   | Academia       | Toto Hernández           | 13 de septiembre | 20:00 |

| Once Caldas     | 79 : 92  | Guerreros      | Jorge Arango             | 11 de septiembre | 20:00 |
| Bambuqueros     | 118 : 91 | Bucaros        | Álvaro Sánchez Silva     | 14 de septiembre | 20:00 |
| Cimarrones      | 84 : 73  | Águilas Tunja  | Departamenatal del Chocó | 14 de septiembre | 20:00 |
| Pirastas Bogotá | 96 : 94  | Caribbean Heat | El Salitre               | 14 de septiembre | 20:00 |
| Halcones        | 75 : 71  | Academia       | Toto Hernández           | 14 de septiembre | 20:00 |

| Caribbean Heat | 87 : 80   | Once Caldas    | Bernardo Caraballo      | 16 de septiembre | 20:00 |
| Águilas Tunja  | 83 : 66   | Halcones       | Departamental de Tunja  | 16 de septiembre | 20:00 |
| Guerreros      | 97 : 76   | Bambuqueros    | El Salitre              | 16 de septiembre | 20:00 |
| Academia       | 73 : 71   | Piratas Bogotá | Universidad de Medellín | 16 de septiembre | 20:00 |
| Bucaros        | 107 : 110 | Cimarrones     | Vicente Díaz Romero     | 16 de septiembre | 20:00 |

| Caribbean Heat | 64 : 87 | Once Caldas    | Bernardo Caraballo      | 17 de septiembre | 20:00 |
| Águilas Tunja  | 67 : 71 | Halcones       | Departamental de Tunja  | 17 de septiembre | 20:00 |
| Guerreros      | 89 : 81 | Bambuqueros    | El Salitre              | 17 de septiembre | 20:00 |
| Academia       | 77 : 89 | Piratas Bogotá | Universidad de Medellín | 17 de septiembre | 20:00 |
| Bucaros        | 89 : 88 | Cimarrones     | Vicente Díaz Romero     | 17 de septiembre | 20:00 |

| Caribbean Heat | 83 : 76  | Cimarrones  | Bernardo Caraballo      | 20 de septiembre | 20:00 |
| Águilas Tunja  | 85 : 95  | Bambuqueros | Departamental de Tunja  | 20 de septiembre | 20:00 |
| Piratas Bogotá | 78 : 85  | Guerreros   | El Salitre              | 20 de septiembre | 20:00 |
| Halcones       | 90 : 73  | Bucaros     | Toto Hernández          | 20 de septiembre | 20:00 |
| Academia       | 105 : 97 | Once Caldas | Universidad de Medellín | 20 de septiembre | 21:00 |

| Halcones       | 92 : 82 | Bucaros     | Toto Hernández          | 21 de septiembre | 18:00 |
| Caribbean Heat | 81 : 89 | Cimarrones  | Bernardo Caraballo      | 21 de septiembre | 20:00 |
| Águilas Tunja  | 83 : 86 | Bambuqueros | Departamental de Tunja  | 21 de septiembre | 20:00 |
| Piratas Bogotá | 74 : 89 | Guerreros   | El Salitre              | 21 de septiembre | 20:00 |
| Academia       | 97 : 86 | Once Caldas | Universidad de Medellín | 21 de septiembre | 21:00 |

| Bambuqueros | 113 : 87  | Águilas Tunja  | Álvaro Sánchez Silva    | 27 de septiembre | 20:00 |
| Cimarrones  | 107 : 100 | Caribbean Heat | Departamental del Choco | 27 de septiembre | 20:00 |
| Guerreros   | 75 : 78   | Piratas Bogotá | El Salitre              | 27 de septiembre | 20:00 |
| Once Caldas | 85 : 80   | Academia       | Jorge Arango            | 27 de septiembre | 20:00 |
| Bucaros     | 89 : 78   | Halcones       | Vicente Díaz Romero     | 27 de septiembre | 20:00 |

| Bambuqueros | 80 : 77 | Águilas Tunja  | Álvaro Sánchez Silva    | 28 de septiembre | 20:00 |
| Cimarrones  | 97 : 83 | Caribbean Heat | Departamental del Choco | 28 de septiembre | 20:00 |
| Guerreros   | 76: 73  | Piratas Bogotá | El Salitre              | 28 de septiembre | 20:00 |
| Once Caldas | 67: 78  | Academia       | Jorge Arango            | 28 de septiembre | 20:00 |
| Bucaros     | 90 : 81 | Halcones       | Vicente Díaz Romero     | 28 de septiembre | 20:00 |

| Bambuqueros    | 85 : 87  | Guerreros      | Álvaro Sánchez Silva    | 30 de septiembre | 20:00 |
| Cimarrones     | 96 : 74  | Bucaros        | Departamental del Choco | 30 de septiembre | 20:00 |
| Piratas Bogotá | 92 : 75  | Academia       | El Salitre              | 30 de septiembre | 20:00 |
| Once Caldas    | 104 : 74 | Caribbean Heat | Jorge Arango            | 30 de septiembre | 20:00 |
| Halcones       | 82 : 76  | Águila Tunja   | Toto Hernández          | 30 de septiembre | 20:00 |

| Once Caldas    | 93 : 85  | Caribbean Heat | Jorge Arango            | 1 de octubre | 18:00 |
| Piratas Bogotá | 63 : 70  | Academia       | El Salitre              | 1 de octubre | 19:00 |
| Bambuqueros    | 86 : 75  | Guerreros      | Álvaro Sánchez Silva    | 1 de octubre | 20:00 |
| Cimarrones     | 100 : 95 | Bucaros        | Departamental del Choco | 1 de octubre | 20:00 |
| Halcones       | 95 : 98  | Águila Tunja   | Toto Hernández          | 1 de octubre | 20:00 |

| Caribbean Heat | 66 : 96   | Piratas Bogotá | Bernardo Caraballo      | 4 de octubre | 20:00 |
| Águilas Tunja  | 84 : 87   | Cimarrones     | Departamental de Tunja  | 4 de octubre | 20:00 |
| Guerreros      | 92 : 73   | Once Caldas    | El Salitre              | 4 de octubre | 20:00 |
| Academia       | 74 : 79   | Halcones       | Universidad de Medellín | 4 de octubre | 20:00 |
| Bucaros        | 111 : 101 | Bambuqueros    | Vicente Díaz Romero     | 4 de octubre | 20:00 |

| Guerreros      | 82 : 71  | Once Caldas    | El Salitre              | 5 de octubre | 18:00 |
| Caribbean Heat | 101 : 87 | Piratas Bogotá | Bernardo Caraballo      | 5 de octubre | 20:00 |
| Águilas Tunja  | 81 : 72  | Cimarrones     | Departamental de Tunja  | 5 de octubre | 20:00 |
| Academia       | 97 : 75  | Halcones       | Universidad de Medellín | 5 de octubre | 20:00 |
| Bucaros        | 102 : 92 | Bambuqueros    | Vicente Díaz Romero     | 5 de octubre | 20:00 |

| Bucaros        | 111 : 106 | Once Caldas    | Vicente Díaz Romero    | 11 de octubre | 20:00 |
| Guerreros      | 98 : 78   | Cimarrones     | El Salitre             | 11 de octubre | 20:30 |
| Caribbean Heat | 90 : 82   | Bambuqueros    | Bernardo Caraballo     | 12 de octubre | 20:00 |
| Águilas Tunja  | 75 : 87   | Academia       | Departamental de Tunja | 12 de octubre | 20:00 |
| Halcones       | 82 : 65   | Piratas Bogotá | Toto Hernández         | 12 de octubre | 20:00 |

| Bucaros        | 87 : 90  | Once Caldas    | Vicente Díaz Romero    | 12 de octubre | 20:00 |
| Guerreros      | 93 : 64  | Cimarrones     | El Salitre             | 12 de octubre | 20:30 |
| Caribbean Heat | 74 : 104 | Bambuqueros    | Bernardo Caraballo     | 13 de octubre | 18:00 |
| Halcones       | 81 : 74  | Piratas Bogotá | Toto Hernández         | 13 de octubre | 18:00 |
| Águilas Tunja  | 70 : 79  | Academia       | Departamental de Tunja | 13 de octubre | 19:00 |

| Bucaros        | 120 : 104 | Caribbean Heat | Vicente Díaz Romero     | 7 de octubre  | 20:00 |
| Academia       | 79 : 86   | Cimarrones     | Universidad de Medellín | 15 de octubre | 16:00 |
| Águilas Tunja  | 83 : 103  | Guerreros      | Departamental de Tunja  | 15 de octubre | 20:00 |
| Piratas Bogotá | 81 : 85   | Bambuqueros    | El Salitre              | 15 de octubre | 20:00 |
| Once Caldas    | 96 : 78   | Halcones       | Jorge Arango            | 15 de octubre | 20:00 |

| Bucaros        | 111 : 104 | Caribbean Heat | Vicente Díaz Romero     | 8 de octubre  | 20:00 |
| Academia       | 86 : 73   | Cimarrones     | Universidad de Medellín | 16 de octubre | 16:00 |
| Águilas Tunja  | 73 : 69   | Guerreros      | Departamental de Tunja  | 16 de octubre | 20:00 |
| Piratas Bogotá | 89 : 95   | Bambuqueros    | El Salitre              | 16 de octubre | 20:00 |
| Once Caldas    | 86 : 67   | Halcones       | Jorge Arango            | 16 de octubre | 20:00 |

| Bambuqueros    | 94 : 92  | Halcones       | Álvaro Sánchez Silva    | 18 de octubre | 20:00 |
| Águilas Tunja  | 101 : 98 | Caribbean Heat | Departamental de Tunja  | 18 de octubre | 20:00 |
| Once Caldas    | 82 : 87  | Cimarrones     | Jorge Arango            | 18 de octubre | 20:00 |
| Academia       | 104 : 96 | Guerreros      | Universidad de Medellín | 18 de octubre | 20:00 |
| Piratas Bogotá | 104 : 97 | Bucaros        | El Salitre              | 21 de octubre | 20:00 |

| Bambuqueros    | 105 : 88 | Halcones       | Álvaro Sánchez Silva    | 19 de octubre | 20:00 |
| Águilas Tunja  | 83 : 88  | Caribbean Heat | Departamental de Tunja  | 19 de octubre | 20:00 |
| Once Caldas    | 73 : 70  | Cimarrones     | Jorge Arango            | 19 de octubre | 20:00 |
| Academia       | 81 : 92  | Guerreros      | Universidad de Medellín | 19 de octubre | 20:00 |
| Piratas Bogotá | 99 : 100 | Bucaros        | El Salitre              | 22 de octubre | 20:00 |

| Aacademia     | 92 : 78  | Bucaros        | Universidad de Medellín | 25 de octubre | 16:00 |
| Bambuqueros   | 86 : 76  | Once Caldas    | Álvaro Sánchez Silva    | 25 de octubre | 20:00 |
| Águilas Tunja | 92 : 95  | Piratas Bogotá | Departamental de Tunja  | 25 de octubre | 20:00 |
| Guerreros     | 103 : 73 | Caribbean Heat | El Salitre              | 25 de octubre | 20:00 |
| Halcones      | 87 : 97  | Cimarrones     | Toto Hernández          | 25 de octubre | 20:00 |

| Guerreros     | 112 : 76  | Caribbean Heat | El Salitre              | 26 de octubre | 19:00 |
| Aacademia     | 109 : 101 | Bucaros        | Universidad de Medellín | 26 de octubre | 19:00 |
| Bambuqueros   | 87 : 67   | Once Caldas    | Álvaro Sánchez Silva    | 26 de octubre | 20:00 |
| Águilas Tunja | 92 : 97   | Piratas Bogotá | Departamental de Tunja  | 26 de octubre | 20:00 |
| Halcones      | 89 : 90   | Cimarrones     | Toto Hernández          | 26 de octubre | 20:00 |

| Bambuqueros    | 97 : 85   | Academia       | Álvaro Sánchez Silva    | 28 de octubre | 20:00 |
| Caribbean Heat | 104 : 106 | Halcones       | Bernardo Caraballo      | 28 de octubre | 20:00 |
| Cimarrones     | 78 : 66   | Piratas Bogotá | Departamental del Chocó | 28 de octubre | 20:00 |
| Once Caldas    | 87 : 79   | Águilas Tunja  | Jorge Arango            | 28 de octubre | 20:00 |
| Bucaros        | 94 : 107  | Guerreros      | Vicente Díaz Romero     | 28 de octubre | 20:00 |

| Bambuqueros    | 91 : 78  | Academia       | Álvaro Sánchez Silva    | 29 de octubre | 20:00 |
| Caribbean Heat | 100 : 98 | Halcones       | Bernardo Caraballo      | 29 de octubre | 20:00 |
| Cimarrones     | 86 : 66  | Piratas Bogotá | Departamental del Chocó | 29 de octubre | 20:00 |
| Once Caldas    | 96 : 101 | Águilas Tunja  | Jorge Arango            | 29 de octubre | 20:00 |
| Bucaros        | 84 : 89  | Guerreros      | Vicente Díaz Romero     | 29 de octubre | 20:00 |

| Caribbean Heat | 89 : 106  | Academia    | Bernardi Carabello      | 1 de noviembre | 20:00 |
| Águilas        | 93 : 96   | Bucaros     | Departamental de Tunja  | 1 de noviembre | 20:00 |
| Cimarrones     | 116 : 109 | Bambuqueros | Departamental del Chocó | 1 de noviembre | 20:00 |
| Piratas Bogotá | 91 : 82   | Once Caldas | El Salitre              | 1 de noviembre | 20:00 |
| Halcones       | 65 : 112  | Guerreros   | Toto Hernández          | 1 de noviembre | 20:00 |

| Caribbean Heat | 69 : 103 | Academia    | Bernardi Carabello      | 2 de noviembre | 20:00 |
| Águilas        | 97 : 84  | Bucaros     | Departamental de Tunja  | 2 de noviembre | 20:00 |
| Cimarrones     | 85 : 81  | Bambuqueros | Departamental del Chocó | 2 de noviembre | 20:00 |
| Piratas Bogotá | 80 : 81  | Once Caldas | El Salitre              | 2 de noviembre | 20:00 |
| Halcones       | 76 : 88  | Guerreros   | Toto Hernández          | 2 de noviembre | 20:00 |

## Semifinal
Se disputó del 8 al 11 de noviembre.
| Semifinal 1 | Semifinal 1  | Semifinal 1 | Semifinal 1      | Semifinal 1             |
| Día         | Equipo local | Resultado   | Equipo visitante | Coliseo                 |
| ----------- | ------------ | ----------- | ---------------- | ----------------------- |
| vie         | Cimarrones   | 72 - 80     | Academia         | Departamental de Chocó  |
| sab         | Cimarrones   | 89 - 72     | Academia         | Departamental de Chocó  |
| lun         | Academia     | 78 - 66     | Cimarrones       | Universidad de Medellín |
| mar         | Academia     | 95 - 87     | Cimarrones       | Universidad de Medellín |

| Semifinal 2 | Semifinal 2  | Semifinal 2 | Semifinal 2      | Semifinal 2          |
| Día         | Equipo local | Resultado   | Equipo visitante | Coliseo              |
| ----------- | ------------ | ----------- | ---------------- | -------------------- |
| vie         | Guerreros    | 68 - 71     | Bambuqueros      | El Salitre           |
| sab         | Guerreros    | 88 - 80     | Bambuqueros      | El Salitre           |
| lun         | Bambuqueros  | 78 - 61     | Guerreros        | Álvaro Sánchez Silva |
| mar         | Bambuqueros  | 77 - 83     | Guerreros        | Álvaro Sánchez Silva |
| vie         | Guerreros    | 93 - 87     | Bambuqueros      | El Salitre           |

## Final
Academia de la Montaña clasificó a la final después de ganar 3 de los 4 juegos disputados en semifinales, Guerreros de Bogotá ganó 3 de 5 juegos en la semifinal para acceder a la opción de título. Disputada del 22 al 25 de noviembre en tres juegos.